# Dusan Pavlović
Dusan Pavlović (Suiza, 24 de septiembre de 1977) es un futbolista suizo. Jugaba de centrocampista y actualmente se encuentra retirado. Su último equipo fue el SV Austria Salzburg de la Regionalliga West de Austria .

## Clubes
| Club              | País     | Año       |
| ----------------- | -------- | --------- |
| Grasshopper       | Suiza    | 1995-1997 |
| AC Lugano         | Suiza    | 1997-1999 |
| FC Baden          | Suiza    | 1999-2000 |
| Bellinzona        | Suiza    | 2000-2001 |
| FC Wil            | Suiza    | 2001-2003 |
| St. Gallen        | Suiza    | 2003-2005 |
| Grasshopper       | Suiza    | 2005-2007 |
| Erzgebirge Aue    | Alemania | 2008-2009 |
| Hapoel Ra'anana   | Israel   | 2009      |
| SC Buochs         | Suiza    | 2009-2011 |
| Austria Salzburgo | Austria  | 2011-2012 |